# 錫德爾貝格山
48°5′36″N 13°7′26″E / 48.09333°N 13.12389°E
錫德爾貝格山（德語：Siedelberg），是奧地利的山峰，位於該國北部，由上奧地利州負責管轄，距離馬蒂希霍芬附近基希貝格2.8公里，該山峰海拔高度541米。